# Behror
Behror è una suddivisione dell'India, classificata come municipality, di 22.829 abitanti, situata nel distretto di Alwar, nello stato federato del Rajasthan. In base al numero di abitanti la città rientra nella classe III (da 20.000 a 49.999 persone).

## Geografia fisica
La città è situata a 27° 52' 60 N e 76° 16' 60 E e ha un'altitudine di 311 m s.l.m..

## Società

### Evoluzione demografica
Al censimento del 2001 la popolazione di Behror assommava a 22.829 persone, delle quali 12.265 maschi e 10.564 femmine. I bambini di età inferiore o uguale ai sei anni assommavano a 3.610, dei quali 1.951 maschi e 1.659 femmine. Infine, coloro che erano in grado di saper almeno leggere e scrivere erano 15.960, dei quali 9.582 maschi e 6.378 femmine.